# Deutsch-Amerikanisches Volksfest

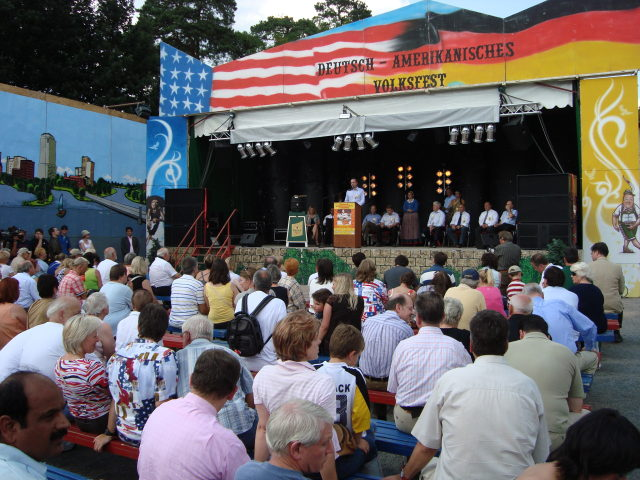
Eröffnungsfeier des Deutsch-Amerikanischen Volksfestes, 2008

Das Deutsch-Amerikanische Volksfest (DAV) in Berlin war eines der meistbesuchten Volksfeste der Stadt. Es fand von 1961 bis 2010 in der Clayallee im Ortsteil Zehlendorf statt. Jedes Jahr von Ende Juli bis Mitte August wurde ein Rummel aufgebaut. Hauptattraktion war eine mobile Westernstadt. In amerikanischem Flair wurden an zahlreichen Ständen Spezialitäten aus den USA angeboten. Das Volksfest war das offizielle Bezirksfest des Bezirks Steglitz-Zehlendorf und wurde unter der Schirmherrschaft der Amerikanischen Botschaft veranstaltet. 
Von 2011 bis 2015 fand das Volksfest an der Heidestraße in der Nähe des Hauptbahnhofs statt, 2017 und 2018 im Marienpark in Mariendorf. 2016 und seit 2019 ist es ausgefallen, weil es keinen neuen Standort gab.

## Lage
Das Gelände, auf dem das Deutsch-Amerikanische Volksfest bis 2010 stattfand – die Truman Plaza – liegt im ehemaligen Amerikanischen Sektor an der Clayallee in Höhe des Hüttenwegs. Es gehört zum Ortsteil Dahlem im Bezirk Steglitz-Zehlendorf und befindet sich unweit des U-Bahnhofs Oskar-Helene-Heim. Nördlich des ehemaligen Festgeländes befindet sich das AlliiertenMuseum, gegenüber liegt das Konsulat der Vereinigten Staaten. Bebauungspläne der Truman-Plaza zwangen die Veranstalter, den Standort des Volksfestes ab 2011 zu verlagern. Ursprünglich waren andere Plätze im Süden Berlins im Fokus, beispielsweise das Gelände des ehemaligen Flughafens Tempelhof. Im April 2011 wurde bekannt, dass die jährlichen Volksfeste künftig auf dem Festplatz am Hauptbahnhof an der Heidestraße 30 im Ortsteil Moabit (Bezirk Mitte) stattfinden werden.
Das 56. DAV fand vom 21. Juli bis 13. August 2017 im Marienpark Berlin auf dem Gelände des ehemaligen Gaswerks Mariendorf statt. Vom U-Bahnhof Alt-Mariendorf zum Festgelände verkehrte ein Shuttlebus.

## Geschichte
Das erste Deutsch-Amerikanische Volksfest wurde am 29. Juli 1961 eröffnet und endete am 13. August, dem Tag an dem die Berliner Mauer gebaut wurde. Anfangs nahm das Volksfest jährlich an Bedeutung und Größe zu und erreichte Besucherzahlen von mehr als 500.000. Das Volksfest wurde vom Public Affairs Office der US-amerikanischen Streitkräfte sogar als wichtiger Baustein für die Deutsch-Amerikanische Freundschaft eingeschätzt.

## Bedeutung
Neben anderen Veranstaltungen wie dem Deutsch-Französischen Volksfest hatte es seinen festen Platz in der Reihe der Volksfeste in Berlin. Die Veranstaltung wurde von dem Amerikaner Richard Simmons organisiert. Nach dem Abzug der Alliierten und damit auch der US-amerikanischen Streitkräfte aus Berlin war das Volksfest ein wichtiger Bestandteil im Veranstaltungsprogramm.

## Themen (1961–2013)
Jährlich wurde der Schwerpunkt des Festes einem bestimmten Thema oder einer bestimmten Region in den USA zugeordnet, der in einer aufgebauten „Mainstreet“ – der Hauptstraße einer amerikanischen Westernstadt – repräsentiert wurde. Dies geschah in Zusammenarbeit mit dem Fremdenverkehrsamt der jeweiligen Region.
| Themen des Deutsch-Amerikanischen Volksfests | Themen des Deutsch-Amerikanischen Volksfests | Themen des Deutsch-Amerikanischen Volksfests                        |
| Nummer                                       | Jahr                                         | Thema                                                               |
| -------------------------------------------- | -------------------------------------------- | ------------------------------------------------------------------- |
| 01.                                          | 1961                                         | (ohne Thema)                                                        |
| 02.                                          | 1962                                         | Laramie Town                                                        |
| 03.                                          | 1963                                         | Old Santa Fe                                                        |
| 04.                                          | 1964                                         | Mayflower                                                           |
| 05.                                          | 1965                                         | Sacramento                                                          |
| 06.                                          | 1966                                         | Alamo                                                               |
| 07.                                          | 1967                                         | St. Augustine                                                       |
| 08.                                          | 1968                                         | New Orleans                                                         |
| 09.                                          | 1969                                         | Los Angeles – Bridge to the Stars                                   |
| 10.                                          | 1970                                         | The Old Wild West                                                   |
| 11.                                          | 1971                                         | The Wild West                                                       |
| 12.                                          | 1972                                         | Hawaii                                                              |
| 13.                                          | 1973                                         | Las Vegas                                                           |
| 14.                                          | 1974                                         | San Antonio                                                         |
| 15.                                          | 1975                                         | Coast to Coast                                                      |
| 16.                                          | 1976                                         | Spirit of ’76 – Birth of a Nation                                   |
| 17.                                          | 1977                                         | Tombstone, Arizona                                                  |
| 18.                                          | 1978                                         | Old San Francisco                                                   |
| 19.                                          | 1979                                         | Oklahoma                                                            |
| 20.                                          | 1980                                         | American Railroads                                                  |
| 21.                                          | 1981                                         | Dakota Badlands                                                     |
| 22.                                          | 1982                                         | Northwest Wilderness                                                |
| 23.                                          | 1983                                         | The Mighty Mississippi                                              |
| 24.                                          | 1984                                         | California – Land of Contrasts                                      |
| 25.                                          | 1985                                         | The American Frontier                                               |
| 26.                                          | 1986                                         | Broadway in Berlin                                                  |
| 27.                                          | 1987                                         | Amerika grüßt Berlin                                                |
| 28.                                          | 1988                                         | Dallas in Dahlem                                                    |
| 29.                                          | 1989                                         | Mardi Gras in New Orleans                                           |
| 30.                                          | 1990                                         | Alaska                                                              |
| 31.                                          | 1991                                         | The Native Americans                                                |
| 32.                                          | 1992                                         | Singing USA – Memphis                                               |
| 33.                                          | 1993                                         | Reno, Nevada                                                        |
| 34.                                          | 1994                                         | Montana – Big Sky Country                                           |
| 35.                                          | 1995                                         | Texas                                                               |
| 36.                                          | 1996                                         | Massachusetts                                                       |
| 37.                                          | 1997                                         | Wisconsin                                                           |
| 38.                                          | 1998                                         | Arizona                                                             |
| 39.                                          | 1999                                         | Southwest USA – Oklahoma, Arizona, Colorado und New Mexico          |
| 40.                                          | 2000                                         | Rodeo USA                                                           |
| 41.                                          | 2001                                         | Rodeo Country USA                                                   |
| 42.                                          | 2002                                         | Florida – The Sunshine State                                        |
| 43.                                          | 2003                                         | The Great Lakes                                                     |
| 44.                                          | 2004                                         | Deep South                                                          |
| 45.                                          | 2005                                         | New York                                                            |
| 46.                                          | 2006                                         | New Mexico                                                          |
| 47.                                          | 2007                                         | Los Angeles – 40 Jahre Städtepartnerschaft mit Berlin               |
| 48.                                          | 2008                                         | Massachusetts – Indian Summer in Berlin                             |
| 49.                                          | 2009                                         | Washington & Oregon – Pacific Wonderland                            |
| 50.                                          | 2010                                         | 50 Jahre – 50 Volksfeste                                            |
| 51.                                          | 2011                                         | Discover America!                                                   |
| 52.                                          | 2012                                         | New York, Florida, California & Wild West zu Gast in der Hauptstadt |
| 53.                                          | 2013                                         | New York, Florida, California & Wild West zu Gast in der Hauptstadt |

Zum 60-jährigen Jubiläum der Berliner Luftbrücke (2008) fand ein Teil des Festprogramms der Stadt Berlin auf dem Deutsch-Amerikanischen Volksfest statt. So wurde eine eigene Ausstellung mit Zeitzeugen, zahlreichen Fotografien und originalen CARE-Paketen auf dem Festgelände aufgebaut.

## Charakter der Veranstaltung

### Mainstreet
Die Mainstreet repräsentierte eine Hauptstraße einer typischen amerikanischen Kleinstadt. Zu typischen amerikanischen Gerichten wie Cheeseburger, Hot Dogs und T-Bone-Steaks wurden regionale Spezialitäten des jeweiligen Staates angeboten. Jede Region wurde durch das dortige Fremdenverkehrsamt durch ein Touristoffice repräsentiert.

### Bühnenprogramm
Zusätzlich traten jedes Jahr Künstler aus der Region auf. So besuchten bereits Mariachis, Indianergruppen oder eine Jazzband aus Los Angeles (New West Guitar) die Veranstaltung und traten auf der Bühne auf. Die Musik spielte auf dem Deutsch-Amerikanischen Volksfest eine wichtige Rolle. Nach Angaben des Veranstalters wurden über 300 Stunden Bühnenprogramm geboten. Am Festzelt gab es Bullriding. Darüber hinaus wurden Mister- und Misswahlen abgehalten. Jeden Dienstag wurde ein „Bikerday“ veranstaltet, an dem Motorradfahrer ihre Maschinen zur Schau stellten. Der Corvetteclub Berlin-Brandenburg traf sich hier und stellte die Autos der Vereinsmitglieder aus.

### Rummel
Daneben bestimmten klassische Elemente wie Fahrgeschäfte (unter anderem ein Riesenrad, eine Wildwasserbahn und mehrere Karussells), Rummelbuden und Gastronomiestände den Charakter des Volksfestes.

## Weitere amerikanische Volksfeste in Deutschland
Auch in anderen Städten Deutschlands gibt es Deutsch-Amerikanische Volksfeste, beispielsweise in Hohenfels, Grafenwöhr, Wiesbaden, Heidelberg und Ramstein. Die Volksfeste in Vilseck, Berlin, Bremerhaven und München (hier das „Little Oktoberfest“ als Nachfolger des dortigen Deutsch-Amerikanischen Volksfestes) finden nicht mehr statt. Das Deutsch-Amerikanische Volksfest Schweinfurt wurde bis zu seiner Einstellung im Jahr 2002 sogar zweimal jährlich, als Frühjahrs- und Herbstvolksfest, abgehalten.

### Deutsch-Amerikanisches Volksfest Grafenwöhr
Das Deutsch-Amerikanische Volksfest Grafenwöhr findet jedes Jahr am ersten August-Wochenende auf dem Truppenübungsplatz Grafenwöhr im Camp Kasserine statt. Mehr als 110.000 Menschen besuchten im Jahr 2014 das Volksfest. Die Einnahmen werden vom Deutsch-Amerikanischen Gemeinsamen Ausschuss Grafenwöhr verwaltet und gemeinnützigen Zwecken zugeführt. Auch am Südrand des Truppenübungsplatzes Grafenwöhr findet jedes Jahr das Volksfest Vilseck statt und wird von örtlichen Deutsch-Amerikanischen Kontaktclub organisiert.

### Deutsch-Amerikanisches Volksfest Wiesbaden
Das Deutsch-Amerikanische Volksfest ist in Wiesbaden ein Freundschaftsfest. Nach einer vorübergehenden Pause wird es seit 2014 rund um den amerikanischen Unabhängigkeitstag gefeiert. Es werden jährlich Fahrgeschäfte, Attraktionen und Verkaufsstände angeboten. Am 4. Juli endet das Volksfest mit einem 4th-of-July-Feuerwerk.

### Deutsch-Amerikanisches Freundschaftsfest Heidelberg
Das Deutsch-Amerikanische Freundschaftsfest ist ein Volksfest in Heidelberg auf dem Airfield. Das Fest fand erstmals 2016 auf den Campbell Barracks in Rohrbach statt. 2018 zog das Fest auf das Gelände des ehemaligen US-Hospital um. 2020–2022 fand das Fest nicht statt. 2023 zog das Fest dann auf das Airfield um.